# Aeroportul Regional Tyler Pounds
Aeroportul Regional Tyler Pounds (IATA: TYR, ICAO: KTYR, FAA LID: TYR) este un aeroport din Texas, Statele Unite ale Americii ce deservește zona Tyler. Aeroportul a fost tranzitat în 2019 de 119.614 pasageri. A fost numit după zona deservită.
Situat la o altitudine de 166 m, aeroportul dispune de 3 piste.

## Infrastructură

### Piste
Aeroportul dispune de 3 piste: 
- pista 04/22 din asfalt, cu dimensiunile 7.802 picioare × 150 picioare
- pista 13/31 din asfalt, cu dimensiunile 5.200 picioare × 150 picioare
- pista 17/35 din asfalt, cu dimensiunile 4.849 picioare × 150 picioare